# Пель
Пель (нім. Pähl) — громада в Німеччині, розташована в землі Баварія. Підпорядковується адміністративному округу Верхня Баварія. Входить до складу району Вайльгайм-Шонгау.
Площа — 32,04 км2. Населення становить 2488 ос. (станом на 31 грудня 2020).